# Muzeum Getta Warszawskiego
Muzeum Getta Warszawskiego – muzeum historyczne w Warszawie znajdujące się w organizacji.
Siedzibą muzeum będzie kompleks dawnego Szpitala Dziecięcego Bersohnów i Baumanów przy ul. Śliskiej 51/ul. Siennej 60. Tymczasowa siedziba mieści się w budynku PAST-y przy ul. Zielnej 39.
Dyrektorem muzeum w latach 2018–2025 był Albert Stankowski. Jego następczynią wybrana została polska historyk Katarzyna Person na kadencję 2025–2030.
Misją placówki jest upowszechnianie wiedzy na temat życia codziennego, strategii przetrwania, walki i zagłady polskich Żydów uwięzionych w getcie warszawskim oraz innych gettach na terenie okupowanej Polski.
Zespół Muzeum pracuje nad stworzeniem wystawy stałej w zrewitalizowanym budynku dawnego Szpitala Bersohnów i Baumanów, a także nad gromadzeniem archiwaliów, artefaktów i świadectw ocalałych oraz czerpaniem z dorobku, doświadczeń i zasobów polskich i zagranicznych instytucji zajmujących się tematyką getta.
Zadaniami statutowymi Muzeum są m.in.: działania na rzecz ochrony i opieki nad dziedzictwem kulturowym Żydów uwięzionych w getcie warszawskim, prowadzenie działalności kulturalnej, naukowej, edukacyjnej i popularyzatorskiej, związanej z historią getta warszawskiego i innych gett utworzonych na okupowanych ziemiach polskich, inicjowanie i wspomaganie inicjatyw społecznych oraz organizacji pozarządowych przyczyniających się do ochrony i upamiętnienia historii getta warszawskiego.

## Historia
Pierwszym pomysłodawcą założenia Muzeum Getta Warszawskiego był uczestnik powstania w getcie warszawskim Sigmund Nissenbaum. Pod koniec lat 80. zwrócił się do prezesa Związku Bojowników o Wolność i Demokrację prof. Henryka Jabłońskiego z prośbą o powierzenie Fundacji im. Rodziny Nissenbaumów budowy Muzeum Getta Warszawskiego na terenie dawnego placu przeładunkowego tzw. Umschlagplatz. Wtedy nie doszło jednak do rozpoczęcia prac. 
Decyzję o powołaniu Muzeum Getta Warszawskiego ogłosił w dniu 14 listopada 2017 minister kultury i dziedzictwa narodowego Piotr Gliński. Muzeum oficjalnie powołano 28 lutego 2018 roku. 7 marca 2018 roku w Kancelarii Prezesa Rady Ministrów odbyła się konferencja prasowa poświęcona powołaniu nowej instytucji z udziałem premiera Mateusza Morawieckiego i ministra kultury i dziedzictwa narodowego Piotra Glińskiego. 
W październiku 2018 samorząd województwa mazowieckiego wydzierżawił Muzeum kompleks Szpitala Dziecięcego Bersohnów i Baumanów na 30 lat. Oba budynki dawnego szpitala – pawilon główny i pawilon południowy – zostały w 2018 wpisane przez Mazowieckiego Wojewódzkiego Konserwatora Zabytków na listę zabytków. Wystawa stała Muzeum prezentowana będzie w budynku głównym dawnego Szpitala, natomiast piętrowy pawilon południowy, gdzie dawniej mieścił się oddział okulistyczny, ma zostać siedzibą Działu Edukacji MGW.
W listopadzie 2020, w 80. rocznicę zamknięcia getta, samorząd województwa mazowieckiego sprzedał budynek muzeum za kwotę 22,7 mln zł (środki na ten cel przekazało Ministerstwo Kultury i Dziedzictwa Narodowego).
W 2020 Instytut Pamięci Narodowej wyraził zgodę na przekazanie egzemplarza Raportu Stroopa w formie depozytu na wystawę stałą Muzeum. 
Pierwsze zebranie międzynarodowej, piętnastoosobowej Rady Muzeum Getta Warszawskiego odbyło się 10 września 2019. Przewodniczącym Rady został naczelny rabin Polski Michael Schudrich. W czerwcu 2021 stanowisko to objęła Colette Avital – Ocalała z Holokaustu, przewodnicząca Centrum Organizacji Ocalałych z Zagłady w Izraelu, izraelska polityczka i dyplomatka.

## Identyfikacja wizualna
Muzeum Getta Warszawskiego wspólnie ze Stowarzyszeniem Twórców Grafiki Użytkowej ogłosiło w 2019 roku międzynarodowy konkurs na identyfikację wizualną. Autorami zwycięskiej koncepcji zostali projektanci z litewskiego studia DADADA. W identyfikacji używane są następujące kolory: biel, czerwień, czerń, kamienny brąz i błękit. Studio zaprojektowało dla muzeum także krój pisma „Memotype”, wykorzystywany w sygnecie oraz w inicjałach imion i nazwisk ofiar i ocalałych z getta.

## Wystawa stała
Prace nad koncepcją wystawy stałej rozpoczęły się w 2019 pod kierownictwem izraelskiego historyka, profesora Uniwersytetu Hebrajskiego w Jerozolimie, Daniela Blatmana. Zespół naukowy Muzeum przygotował dokumenty zawierające pierwszą koncepcję wystawy. Zespół przyjął trzy kluczowe parametry, które będą stanowić dominujące nurty narracji historycznej:
- prezentacja szerokiej perspektywy życia żydowskiego w Polsce podczas okupacji niemieckiej, wychodząca poza ramy historii Żydów w getcie warszawskim;
- historia getta warszawskiego opowiedziana na tle dziejów okupowanej Warszawy;
- przekazanie uniwersalnego przesłania, zgodnie z którym tragedia Holokaustu i zagłada Żydów w Warszawie jest punktem wyjścia  do poznania losu innych ofiar nazistowskich prześladowań i do ukazania humanistycznych wartości, takich jak tolerancja, współczucie do mniejszości, dialog między grupami religijnymi, etnicznymi i narodowymi.

Wystawa stała Muzeum ma opierać się na autentycznych artefaktach pochodzących z okresu okupacji niemieckiej.
Jesienią 2022 Muzeum opublikowało cykl filmów przedstawiających koncepcje poszczególnych galerii wystawy stałej. W filmach wystąpili kuratorzy poszczególnych galerii oraz specjaliści biorący udział w przygotowaniu wystawy.
Muzeum nieustannie prowadzi poszukiwania historycznych artefaktów, świadectw i dokumentów związanych z funkcjonowaniem warszawskiego getta oraz jego upamiętnieniem.
W 2022 w kolekcji Muzeum znajdowało się 5125 artefaktów, z podziałem na archiwalia, ikonografię oraz muzealia.

### Najcenniejsze zbiory w kolekcji MGW
1. Chanukija – monumentalny świecznik w typie synagogalnym, datowany na XIX wiek. Wykonany z brązu, na podstawie wspartej przedstawieniami lwów. Zakupiony na aukcji Sotheby’s z grudnia 2022[22][23].
2. Kubek kiduszowy, który należał do Kalmana Kalonymusa Shapiro, jednego z pracowników szopów Schultza[24]. Był to prezent od jednego z wyznawców jego ojca Elimelecha Shapiro z Grodziska.
3. Megila Ester[25] – przedwojenny pokrowiec na megilę wykonany ze srebra w warszawskiej wytwórni Izraela Szekmana (wytwórnia zamknięta w 1939). W centralnej części znajduje się inskrypcja w języku hebrajskim. Obiekt o absolutnie unikatowej wartości historycznej, świadectwo życia religijnego w getcie warszawskim.
4. Raport Stroopa.
5. Zdjęcia płonącego getta – 11 zdjęć przedstawiających płonące getto, widziane ze strony aryjskiej. Fotografie wykonane 2 maja 1943 roku przez Ryszarda Jurgielewicza. Zbiór zdjęć przekazany w listopadzie 2022 w ramach darowizny przez wnuka autora, p. Ryszarda Sikorskiego.
6. Wózek do przewozu ciał zmarłych – datowany na lata 30. XX wieku, przeszedł profesjonalną konserwację. Wózek został odnaleziony po wojnie i odkupiony przez Pinkusa Szenicera, wieloletniego opiekuna cmentarza żydowskiego w Warszawie, potem przeszedł na własność jego syna, Bolesława Szenicera (1952-), fundatora Fundacji Cmentarza Żydowskiego „Gęsia” w Warszawie. Wózek zakupiono dzięki wsparciu Fundacji Rodziny Nissenbaumów.
7. Henryk Hechtkopf, Ruiny – kolekcja 76 rysunków została przekazana w 2019 na rzecz MGW w ramach darowizny przez p. Rachel Postavski. W kolekcji są 22 rysunki przedstawiające ruiny getta warszawskiego, które rysował z natury – są datowane na 1946-1947 rok. Reszta przedstawia sceny rodzajowe z życia codziennego w getcie i z okresu powojennego, m.in. małych szmuglerów, oraz przedstawicieli społeczności żydowskiej – dzieci, robotników, repatriantów.
8. Erna Rosenstein, Golgota, 1968, akryl, płótno – wyjątkowa praca nie tylko w twórczości Erny Rosenstein ale także w całej polskiej sztuce powojennej, mierząca się z trudną historią w warstwie prywatnej, społecznej i politycznej. Będzie stanowiła jedno z kluczowych dzieł kolekcji i wystawy stałej Muzeum Getta Warszawskiego[26].
9. Gustav Metzger, Historic Photographs: no. 1: Liquidation of the Warsaw Ghetto, April 19 – 28 days, 1943, 1995/2022 – cykl historycznych fotografii wykonany w oparciu o powiększone archiwalne zdjęcia, które zostały w pewien sposób ukryte lub zasłonięte tak, aby widz nie był w stanie od razu zobaczyć całości obrazu. Dla Muzeum jest to niezwykle ciekawe dzieło kontekstualizujące zdjęcia z oryginalnego raportu Stroopa jak i inne fotografie z getta.
10. Maryan S. Maryan, bez tytułu, 1969, akryl/płótno.
11. Ceija Stojka, SS.Auschitz, 2002, akryl na kartonie.
12. Harun Farocki, Respite[27], 2007, film – film zbudowany na podstawie materiału nakręconego w nazistowskim niemieckim obozie przejściowym Westerbork w Holandii przez jednego z więźniów, Rudolpha Breslauera, na polecenie komendanta obozu. Oryginalny materiał, przemontowany i opatrzony krótkimi planszami i tekstem współczesnego komentarza pokazuje ułudę dokumentu będącego w istocie materiałem propagandowym, w którym autor starannie przemyca fragmenty okrutnej realności, czytelnej dla Farockiego i widzów po wielu latach. Dzieło wejdzie w skład kolekcji prac artystek i artystów współczesnych, która będzie kontekstualizować wystawę stałą MGW.
13. Zrekonstruowany wagon tramwajowy, który jeździł po warszawskim getcie – w oparciu o oryginalne podwozie w Zakładach Naprawy Tramwajów "T3" w Warszawie; przekazany Muzeum w kwietniu 2023, w 80. rocznicę wybuchu powstania w getcie warszawskim[28].

## Wystawy czasowe
Jednocześnie z intensywnymi pracami nad tworzeniem wystawy stałej Muzeum podejmuje rozmaite działania o charakterze wystawienniczym. Projekty Muzeum udostępniane są zarówno w przestrzeni miejskiej Warszawy, jak też w przestrzeni wirtualnej. Dotychczas zrealizowano następujące wystawy: 

### Wystawy plenerowe
1. „Świadek Historii. Szpital Bersohnów i Baumanów” (23.07.2018 – 15.01.2019). Pierwsza wystawa plenerowa MGW poświęcona została historii Szpitala Dziecięcego Bersohnów i Baumanów, docelowej siedziby Muzeum. Wystawa składała się z 20 plansz umieszczonych na ogrodzeniu budynku przy Śliskiej 51/Siennej 60[29]. Kuratorka: Ewa Toniak.
2. „Wyprostowani, nieugięci… Natan Rapaport i Pomnik Bohaterów Getta” (18.04.2019 – 30.10.2019). Wystawę poświęcono Natanowi Rapaportowi, autorowi Pomnika Bohaterów Getta. Ekspozycję oparto na materiałach fotograficznych przedstawiających artystę i jego prace. Eksponowana była przed Pomnikiem Bohaterów Getta w Warszawie[30]. Kuratorka: dr Magdalena Tarnowska.
3. „Pocztówki z naszej okolicy… Historia ulicy Siennej i Śliskiej” (15.05.2019 – 10.01.2020). Ekspozycja zawieszona przy ogrodzeniu Szpitala Dziecięcego Bersohnów i Baumanów ukazywała zmieniającą się na przestrzeni trzech wieków część stolicy, jeszcze w XVII wieku stanowiącą obrzeża miasta. Została oparta na materiałach fotograficznych pochodzących z wielu archiwów krajowych i zagranicznych[31]. Kuratorka: dr Magdalena Tarnowska.
4. „Warszawa w trzech odsłonach” (8.09.2019 – 15.11.2019). Wystawa otwarta przy placu Grzybowskim prezentowała trzy oblicza miasta: przedwojenne, wojenne i w czasach odbudowy[32]. Kuratorka: dr Magdalena Piecyk.
5. „Co trzeci spośród nas” (15.04.2020 – 31.12.2021). Wystawa ukazująca historię getta warszawskiego. Z uwagi na pandemię Sars-Covid-19 MGW mogło zaprezentować jedynie jej wirtualną odsłonę 15 kwietnia. Od 22 lipca ekspozycja znajdowała się na placu Grzybowskim. Wystawa wpisała się w obchody 77. rocznicy wybuchu powstania w getcie i przypadającej 16 listopada 80. rocznicy zamknięcia jego granic[33]. Kurator: Rafał Kosewski.
6. „Miasto żywych / Miasto umarłych” (16.11.2021 – 31.12.2022) – projekt fotograficzny Roberta Wilczyńskiego przedstawiający archiwalne fotografie z getta warszawskiego oraz zdjęcia współczesnej Warszawy. Fotografiom towarzyszą teksty źródłowe, dokumentujące życie i śmierć więźniów warszawskiego getta. Plansze ze zdjęciami zawieszono na ogrodzeniu dawnego Szpitala Bersohnów i Baumanów[34].
7. „Zwykli/Niezwykli lekarze w getcie warszawskim” na placu Grzybowskim (4.04.2022 – 15.07.2022). Wystawa przybliżała sylwetki lekarzy Anny Braude-Hellerowej i Franciszka Raszei W kwietniu 2022 w kościele Wszystkich Świętych zobaczyć można było również artefakty, związane z życiem zawodowym Franciszka Raszei, między innymi przyznany mu pośmiertnie medal Sprawiedliwego wśród Narodów Świata[35]. Kurator: dr Paweł Freus.
8. „Spośród tysięcy…” (21.07.2022 – 31.12.2022). Wystawa poświęcona ofiarom tzw. Wielkiej Akcji w getcie warszawskim, która przedstawia sylwetki niektórych z nich. Otwarta została na placu Grzybowskim w 80. Rocznicę „Wielkiej Akcji”[36]. Kurator: dr Halina Postek.

#### Wystawy wirtualne
1. „Logo dla muzeum” (14.07.2020 – 31.12.2020)[37]. Na wystawie zaprezentowano prace, które brały udział w konkursie na logotyp MGW. Wystawa miała być pokazana w Państwowym Muzeum Etnograficznym, jednak ze względu na pandemię COVID-19 odbyła się w przestrzeni wirtualnej. Kurator: Tomasz Kaliński.
2. „Ludzie, miejsca, wydarzenia – Wokół szopu Abrahama Ostrzegi” (21.09.2020). Pierwsza odsłona wystawy wirtualnej o tym tytule przedstawiała życiorysy żydowskich artystów związanych w getcie warszawskim z tzw. szopem Abrahama Ostrzegi. Kuratorka: dr Magdalena Piecyk.
3. „Ludzie, miejsca, wydarzenia – Szpital Bersohnów i Baumanów” (16.11.2021)[38]. Druga odsłona wystawy wirtualnej o tej nazwie poświęcona została Szpitalowi Dziecięcemu im. Bersohnów i Baumanów oraz pracującym w nim lekarzom, Prezentacja wystawy towarzyszyła 81. rocznicy zamknięcia getta warszawskiego. Kuratorka: Joanna Bakoń.

## Działalność naukowa
Na działalność naukową Muzeum Getta Warszawskiego składają się: konferencje i seminaria naukowe, prace archeologiczne i wykopaliskowe itp.
Pierwsza międzynarodowa konferencja naukowa została zorganizowana przez Muzeum Getta Warszawskiego w dniach 18–19 listopada 2019 we współpracy z Polskim Towarzystwem Studiów Żydowskich, Żydowskim Instytutem Historycznym im. Emanuela Ringelbluma, European Network Remembrance and Solidarity oraz Touro College w Berlinie. Konferencja pod tytułem „Początki okupacji nazistowskiej. Ciągłość i zmiana w życiu polskim i żydowskim 1939–1941” wpisała się w program upamiętniający 80. rocznicę rozpoczęcia II wojny światowej.
We wrześniu 2022 Muzeum Getta Warszawskiego wraz z partnerami: Żydowskim Instytutem Historycznym im. Emanuela Ringelbluma i Państwowym Muzeum na Majdanku, zorganizowało międzynarodową konferencje naukową „80 lat po Aktion «Reinhardt» (1942–1943)”. Konferencja była jednym z wydarzeń związanych z obchodami 80. rocznicy akcji Reinhardt, którą nazistowskie Niemcy w latach 1942-1943 przeprowadziły na terenach Generalnego Gubernatorstwa i Okręgu Białostockiego.
Również we wrześniu 2022 r. odbyła się VIII Ogólnopolska Konferencja Naukowa Polskiego Towarzystwa Studiów Żydowskich pt. „Żydzi i Judaizm we współczesnych badaniach polskich”, której Muzeum Getta Warszawskiego było jednym ze współorganizatorów.
Muzeum organizuje także seminaria naukowe związane z tematyką Zagłady oraz jej recepcji w muzeach. Jedną z form naukowej działalności są także cykliczne webinaria dotyczące Holokaustu. 

### Badania archeologiczne
Na przełomie lipca i sierpnia 2021 na zaproszenie Muzeum Getta Warszawskiego do Warszawy przyjechał zespół badawczy prof. Richarda Freunda z Christopher Newport University w Wirginii, który wraz z archeologiem dr Jackiem Konikiem z MGW przeprowadził badania geofizyczne na terenie miejsc związanych z historią warszawskiego getta. W październiku 2021 Muzeum we współpracy z Akademią im. Aleksandra Gieysztora w Pułtusku prowadziło badania wykopaliskowe przy północnej granicy Ogrodu Krasińskich po zachodniej stronie przedwojennej osi ul. Wałowej. W trakcie wykopalisk znaleziono ponad tysiąc obiektów.
Latem 2022 MGW we współpracy z Christopher Newport University i Akademią im. Aleksandra Gieysztora w Pułtusku – filią AFiB Vistula rozpoczęło wykopaliska i badania archeologiczne na warszawskim Muranowie, na terenie dawnego getta warszawskiego. Wykopaliska były prowadzone w kwartale ulic Miłej – Dubois – Niskiej – Karmelickiej, w okolicy, gdzie znajdował się bunkier Anielewicza. Podczas prac wykopaliskowych znaleziono około 3 tysięcy artefaktów, w tym liczne przedmioty użytku codziennego, a także przedmioty kultu religijnego, takie jak fragmenty żydowskich modlitewników i używane przez religijnych Żydów tefilin. 
Podczas wykopalisk naukowcy dotarli również do zasypanych piwnic XIX-wiecznych kamienic, które zostały zniszczone podczas i po powstaniu w getcie warszawskim. Przy Miłej 20 – Muranowskiej 41 odsłonięto fragmenty konstrukcji, które według wszelkiego prawdopodobieństwa stanowiły część bunkra z okresu okupacji. W grudniu 2022 roku archeolodzy przeprowadzili badania sondażowe, które potwierdziły, że odkryty wcześniej korytarz prowadzi w kierunku bunkra. Muzeum Getta Warszawskiego w komunikacie prasowym poinformowało, iż "w odkopanych fragmentach piwnic odkryto ślady prowadzonej przebudowy zmieniającej ich układ, które sugerują, że mogły być tam tworzone kryjówki". 
Wstępne wyniki prowadzonych przez MGW w latach 2021–2022 badań na Muranowie zaprezentowana została w książce Jacka Konika „Głosy zabitego miasta", która ukazała się w 2023 roku nakładem wydawnictwa "Chronicon" i Muzeum Getta Warszawskiego.

## Działalność edukacyjna
Muzeum ma szeroką ofertę edukacyjną, skierowaną do młodzieży szkolnej i do osób dorosłych. W ofercie Działu Edukacji MGW znajdują się lekcje i warsztaty szkolne, seminaria, konferencje, spacery varsavianistyczne i edukacyjne.
Organizowane przez Muzeum lekcje dotyczą zarówno religii, tradycji i kultury polskich Żydów, jak też historii warszawskiego getta i życia codziennego osób zmuszonych do zamieszkania w nim. W latach 2018–2020 przeprowadzono 164 lekcji muzealnych w Warszawie i na Mazowszu. Muzeum regularnie organizuje też lekcje w szkołach ponadpodstawowych znajdujących się na terenie byłego warszawskiego getta.
Wiosną 2019 Muzeum rozpoczęło cykl regularnych spacerów varsavianistycznych o tematyce związanej z historią i funkcjonowaniem getta warszawskiego. Spacery prowadzone są w języku polskim, angielskim i niemieckim. W kwietniu 2022 do oferty dołączono też spacery varsavianistyczne dla osób uchodźczych z Ukrainy. 

Dział Edukacji MGW prowadzi szkolenia dla nauczycieli i edukatorów w formie konferencji, seminariów wyjazdowych oraz warsztatów. Spotkania z nauczycielami i edukatorami rozpoczęła w 2019 konferencja „Wokół getta warszawskiego i innych gett okupowanej Polski” ( 29–31.03.2019). Dotychczas odbyły się cztery seminaria wyjazdowe: „Warszawskie getto – Treblinka – Majdanek” (25–27.10.2019), „Chełmno nad Nerem i Łódź” (9–10.2021), „Śladami Akt Reinhardt – Lublin, Trawniki, Poniatowa” (26-27.03.2022) oraz „Hasag – obóz niemieckiej pracy przymusowej” (1–2.10.2022).
W ramach współpracy z Fundacją Polskiego Państwa Podziemnego w 2019 powstał przewodnik edukacyjny związany z historią warszawskich Żydów. Przewodnik w formie gry edukacyjnej udostępniono na stronie internetowej Muzeum.
Współpraca ze Światowym Związkiem Żołnierzy Armii Krajowej w ramach środków z Programu Wieloletniego „Niepodległa” zaowocowała serią wywiadów z Ocalałymi z Zagłady, dawnymi harcerzami Szarych Szeregów, członkami konspiracji, świadkami historii oraz rodzinami Sprawiedliwych wśród Narodów Świata. Kolejny projekt realizowany w ramach Programu Wieloletniego „Niepodległa” nosił tytuł „Obraz społeczności żydowskiej w oczach sąsiadów”. Tym razem swoimi wspomnieniami podzielili się mieszkańcy Warszawy, Łodzi, Wilna, Nowogródka, Oświęcimia, Mińska Mazowieckiego, Tykocina i Bliżyna. Opowiedzieli o swoich żydowskich sąsiadach, o wydarzeniach ze wspólnej – a od pewnego momentu już osobnej historii, które zostały w ich pamięci.
W 2020 Muzeum zrealizowało projekt filmowy „Getto w literaturze”, którego celem jest ukazanie getta z trzech perspektyw: ofiary, kata i świadka. Projekt składa się z interpretacji artystycznych czterech publikacji: „Zdążyć przez Panem Bogiem” Hanny Krall, „Rozmowy z katem” Kazimierza Moczarskiego, „Campo di Fiori” Czesława Miłosza i „Wspomnienia. Moja wersja” Wacława Izaaka Kornbluma. W ramach projektu dla szkół znajdujących się na terenie byłego warszawskiego getta,  którego motto brzmi „Jakie to ma lub może mieć znaczenie dla naszej przyszłości, że mieszkamy wokół miejsca ich śmierci?” (J. M. Rymkiewicz) zrealizowano,  we współpracy z XVII Liceum Ogólnokształcącym z Oddziałami Dwujęzycznymi im. A. Frycza-Modrzewskiego, film „Otwieranie ciszy”.
W listopadzie 2022 Dział Edukacji MGW organizował we współpracy z Wydziałem Nauk Społecznych Uniwersytetu SWPS webinarium „Wokół traumy Holokaustu” poświęcone zagadnieniu szeroko pojętej traumy. W seminarium wzięli udział badacze z Polski, Ukrainy i Izraela.
Dział Edukacji MGW zajmuje się również tworzeniem gier miejskich i edukacyjnych o tematyce związanej z historią getta warszawskiego oraz materiałów edukacyjnych na potrzeby nauczycieli i edukatorów.

## Publikacje
Muzeum angażuje się również w działania wydawnicze. Dotychczas wydane zostały następujące publikacje:  
Węgrzynek H., Zieliński K., Szpital Bersohnów i Baumanów, 2019 – album przedstawiający historię Szpitala Bersohnów i Baumanów jako świadka historii;
Kornblum W. I., Wspomnienia. Moja wersja, 2019;
Walewski R., Jurek, 2020;
Erlich B., Żydowskie dziecko Warszawy, 2021;
Getto warszawskie w literaturze polskiej. Antologia, wybór i opracowanie Sławomir Buryła, 2021
Głowiński T., Lahnstaedt S., Międykowski W., Tak, jak gdyby nas nigdy nie było, 2021
Zbieramy, budujemy, pamiętamy. Muzeum Getta Warszawskiego, 2021
„Wolność! Zwróćcie nam naszą!” Eseje historyczne o getcie warszawskim, red. M. Grądzka-Rejak, K. Zieliński, Warszawa 2022
„W roku trzyǳiestym ǳiewiątym poszedłem inną drogą…” Eseje historyczne o getcie warszawskim, red. M. Grądzka-Rejak, K. Zieliński, Warszawa 2022
Poza tym przy współpracy MGW ukazały się publikacje:
Małkowska-Bieniek E., Bohaterki drugiego planu. Buchholtz, Auerbach oraz Berman, wydawnictwo Oficyna CM, 2022
Krempa A., Sztetl Mielec. Z historii mieleckich Żydów, Samorządowe Centrum Kultury w Mielcu, Muzeum Getta Warszawskiego, 2022

## Działalność upamiętniająca historię ofiar Zagłady
- Muzeum było współorganizatorem obchodów 77., 78. i 79. rocznicy powstania w getcie warszawskim[65] oraz inicjatorem i organizatorem obchodów 80., 81. i 82. rocznicy zamknięcia granic getta warszawskiego w dniu 16 listopada. Z okazji obchodów 82. rocznicy zamknięcia getta na zachowanym fragmencie muru getta przy Złotej 62 odsłonięto nową tablicę przedstawiającą mapę getta w momencie zamknięcia dzielnicy żydowskiej 16 listopada 1940[66].
- Muzeum Getta Warszawskiego jest jednym z patronów Marszu Pamięci organizowanego przez Żydowski Instytut Historyczny im. Emanuela Ringelbluma upamiętniającego ofiary  przeprowadzonej przez Niemców Wielkiej Akcji likwidacyjnej[67].
- Muzeum było współorganizatorem X i XI Dni Pamięci o Ofiarach Holokaustu w Łodzi, biorąc aktywny udział w organizacji warsztatów dla młodzieży szkolnej oraz uczestnicząc w dyskusji panelowej poświęconej nauczaniu o Holokauście[68].
- W 2019 roku z inicjatywy specjalistów z Muzeum Getta Warszawskiego do gminnej ewidencji zabytków m.st. Warszawy zostało włączone ogrodzenie budynku przy ul. Stawki 5/7 od strony ulicy Niskiej[69].
- MGW brało udział w konsultacjach z biurami Stołecznego Konserwatora Zabytków oraz Wojewódzkiego Konserwatora Zabytków wskazując m.in. lokalizacje o szczególnym znaczeniu historycznym na terenie dawnego getta warszawskiego oraz przygotowując raport na temat bieżącego stanu ostańców zabudowy pozostałej po getcie. 6 października 2021 roku teren dawnego getta warszawskiego został ujęty w gminnej ewidencji zabytków[70].
- W 2022 MGW było jednym ze współorganizatorów programu upamiętniającego 80. rocznicę niemieckiej nazistowskiej Akcji Reinhardt dofinansowanego przez Ministerstwo Kultury i Dziedzictwa Narodowego i objętego Patronatem Honorowym Prezydenta RP Andrzeja Dudy. W ramach tego projektu odbyły się konferencje i seminaria naukowe, wystawy plenerowe i spotkania edukacyjne dla uczniów szkół ponadpodstawowych. Wyprodukowano film dokumentalny „Aktion Reinhardt” w reżyserii Michała Szymanowicza, którego premiera odbyła się w kwietniu 2022 podczas Dnia Pamięci o Zagładzie Żydów w Lublinie[71], zrealizowano koncert „Tak, jak byśmy nigdy nie istnieli” poświęcony pamięci ofiar Zagłady na terenie Generalnego Gubernatorstwa i Okręgu Białostockiego oraz wydano album „Tak, jak gdyby nas nigdy nie było” prezentujący archiwalne fotografie oraz informacje na temat przebiegu i następstw „Aktion Reinhardt”[72]. W lipcu 2022 roku w ramach upamiętnienia ofiar Akcji Reinhardt w Józefowie Biłgorajskim odsłonięto pomnik „Macewa Pamięci” autorstwa Jerzego Kaliny[73]. Była to wspólna inicjatywa Muzeum Getta Warszawskiego i Burmistrza Józefowa.
- W październiku 2022 Muzeum wystąpiło z inicjatywą zbierania podpisów pod inicjatywą nazwania styku warszawskich ulic gen. W. Andersa i Stawki imieniem Żydowskiego Związku Wojskowego[74].

## Współpraca
Muzeum Getta Warszawskiego współpracuje z wieloma placówkami muzealnymi, instytucjami naukowo-badawczymi, a także organizacjami żydowskimi. Wśród partnerów Muzeum są m.in.: Instytut Pamięci Narodowej, Żydowski Instytut Historyczny im. Emanuela Ringelbluma, Państwowe Muzeum na Majdanku, Muzeum Powstania Warszawskiego, Muzeum Historii Żydów Polskich POLIN, Towarzystwo Społeczno-Kulturalne Żydów w Polsce, Instytut Archeologii i Etnologii PAN, Hebrew University w Jerozolimie, Touro College w Berlinie, Muzeum Holokaustu w Sered na Słowacji, Gmina Wyznaniowa Żydowska w Warszawie, oraz Chabad Lubawicz Polska. 
Teren prowadzonych przez Muzeum wykopalisk odwiedzali m.in. dyrektor Centrum Menachema Begina w Jerozolimie Herzel Makov, ambasador Stanów Zjednoczonych w Polsce Mark Brzeziński oraz ambasador Izraela w Polsce dr Yacov Livne. Z wizytą studyjną w Muzeum gościli m.in. przedstawiciele instytucji żydowskich z Estonii i Stanów Zjednoczonych. W sierpniu 2022 rezydentkami Muzeum były badaczki z Muzeum Historii Ukrainy w II Wojnie Światowej, które wzięły udział w spotkaniu „Praca Muzeum Wojny w czasie wojny” poświęconym funkcjonowaniu muzeum w Kijowie podczas trwającego konfliktu rosyjsko-ukraińskiego.